# Rod Higgins
Roderick Dwayne "Rod" Higgins (né le 31 janvier 1960 à Monroe, Louisiane) est un ancien joueur professionnel américain de basket-ball ayant évolué aux postes d'ailier fort ou de pivot.
Après avoir passé sa carrière universitaire aux Bulldogs de Fresno State, il a été drafté en 31e position par les Bulls de Chicago lors de la Draft 1982 de la NBA.